# Interpol
L'Interpol, il cui nome completo è Organizzazione internazionale della polizia criminale - Interpol (in francese Organisation internationale de police criminelle), è un'organizzazione internazionale dedita alla cooperazione di polizia e al contrasto del crimine internazionale.

## Storia
Nata nel 1923 a Vienna come International Criminal Police Commission, nel 1946 adottò come indirizzo telegrafico Interpol, contrazione delle parole della lingua inglese international police ("polizia internazionale"), e dieci anni più tardi cambiò la denominazione ufficiale in The International Criminal Police Organization - INTERPOL, spesso abbreviata in ICPO-INTERPOL, su proposta di Giuseppe Dosi.
Il 15 ottobre 1996 le è stato riconosciuto lo status di osservatore dell'Assemblea generale delle Nazioni Unite.

## Cronologia
- 1914: primo congresso internazionale della polizia criminale tenuto nel Principato di Monaco.
- 1923: creazione della Commissione criminale internazionale della polizia (ICPC) con sede a Vienna.
- 1942: sotto il controllo dei nazisti, l'ICPC si sposta a Berlino e molti paesi escono dall'organizzazione.
- 1945: l'ICPC cessa di esistere.
- 1946: il Belgio conduce la ricostruzione dell'organizzazione, la nuova sede è a Parigi. Interpol è il nome scelto per indirizzo telegrafico.
- 1949: condizione consultiva assegnata dalle Nazioni Unite e approvazione dell'emblema e della bandiera dell'Interpol.
- 1956: a norma di una costituzione completamente modernizzata, l'ICPC si trasforma in Organizzazione internazionale della polizia criminale - INTERPOL, abbreviato ICPO-INTERPOL o Interpol.
- 1971: l'Interpol è riconosciuta come organizzazione intergovernativa dalle Nazioni Unite.
- 1989: inaugurazione di nuovo segretariato generale dell'Interpol a Lione.
- 2006: aderiscono all'Interpol 186 nazioni.
- 2008: la Città del Vaticano aderisce all'Interpol.

## Struttura
In ogni paese membro dell'organizzazione è presente un ufficio centrale di polizia internazionale che collabora con le altre sezioni, con i corpi locali di polizia e con il Segretariato generale di Lione per la ricerca di chi ha commesso reati all'estero o vi si è trasferito dopo averli commessi, e per la repressione della criminalità operante su scala internazionale.
Non avendo propri agenti operativi, il ruolo dell'Interpol è puramente coordinativo.
Le abbreviazioni ufficiali sono:
- OIPC sigla di Organisation Internationale de Police Criminelle, dal francese;
- ICPO sigla di International Criminal Police Organization, dall'inglese.

### Presidenti
- Johann Schober (1923 - 1932)
- Franz Brandl (1932 - 1934)
- Eugen Seydel (1934 - 1935)
- Michael Skubl (1935 - 1938)
- Otto Steinhäusl (1938 - 1940)
- Reinhard Heydrich (1940 - 1942)
- Arthur Nebe (1942 - 1943)
- Ernst Kaltenbrunner (1943 - 1945)
- Florent Louwage (1945 - 1956)
- Agostinho Lourenço (1956 - 1960)
- Sir Richard Jackson (1960 - 1963)
- Fjalar Jarva (1963 - 1964)
- Firmin Franssen (1964 - 1968)
- Paul Dickopf (1968 - 1972)
- William Higgitt (1972 - 1976)
- Carl Persson (1976 - 1980)
- Jolly Bugarin (1980 - 1984)
- John Simpson (1984 - 1988)
- Ivan Barbot (1988 - 1992)
- Norman Inkster (1992 - 1994)
- Björn Eriksson (1994 - 1996)
- Toshinori Kanemoto (1996 - 2000)
- Jesús Espigares Mira (2000 - 2004)
- Jackie Selebi (2004 - 2008)
- Arturo Herrera Verdugo (13 gennaio 2008 - 9 ottobre 2008, ad interim)
- Khoo Boon Hui (2008 - 2012)
- Mireille Ballestrazzi (2012 - 2016)
- Meng Hongwei (2016 - 2018)
- Kim Jong Yang (2018, ad interim; 2018 - 2021)
- Ahmed Naser Al-Raisi (2021 - in carica)

### Segretari generali
- Oskar Dressler (1923 - 1946)
- Louis Ducloux (1946 - 1951)
- Marcel Sicot (1951 - 1963)
- Jean Népote (1963 - 1978)
- André Bossard (1978 - 1985)
- Raymond Kendall (1985 - 2000)
- Ronald Noble (2000 - 2014)
- Jürgen Stock (2014 - in carica)

## Paesi aderenti

In blu gli Stati aderenti all'Interpol, in rosso quelli non aderenti

Di seguito sono elencati i Paesi aderenti all'Interpol; in carattere corsivo sono evidenziati i territori che ospitano soltanto dei sub-uffici.
 Afghanistan
 Albania
 Algeria
 Andorra
 Angola
 Anguilla
 Antigua e Barbuda
 Arabia Saudita
 Argentina
 Armenia
 Aruba
 Australia
 Austria
 Azerbaigian
 Bahamas
 Bahrein
 Bangladesh
 Barbados
 Belgio
 Belize
 Benin
 Bermuda
 Bhutan
 Bielorussia
 Birmania
 Bolivia
 Bosnia ed Erzegovina
 Botswana
 Brasile
 Brunei
 Bulgaria
 Burkina Faso
 Burundi
 Cambogia
 Camerun
 Canada
 Capo Verde
 Ciad
 Cile
 Cina
 Cipro
 Città del Vaticano
 Colombia
 Comore
 Corea del Sud
 Croazia
 Cuba
 Curaçao
 Danimarca
 Dominica
 Ecuador
 Egitto
 El Salvador
 Emirati Arabi Uniti
 Eritrea
 Estonia
 Etiopia
 Figi
 Filippine
 Finlandia
 Francia
 Gabon
 Gambia
 Georgia
 Germania
 Ghana
 Giamaica
 Giappone
 Gibilterra
 Gibuti
 Giordania
 Grecia
 Grenada
 Groenlandia
 Guatemala
 Guinea
 Guinea-Bissau
 Guinea Equatoriale
 Guyana
 Haiti
 Honduras
 Hong Kong
 India
 Indonesia
 Iran
 Iraq
 Irlanda
 Islanda
 Isole Cayman
 Isole Marshall
 Isole Salomone
 Isole Vergini Britanniche
 Israele
 Italia
 Kazakistan
 Kenya
 Kirghizistan
 Kiribati
 Laos
 Lesotho
 Lettonia
 Libano
 Liberia
 Libia
 Liechtenstein
 Lituania
 Lussemburgo
 Macao
 Macedonia del Nord
 Madagascar
 Malawi
 Maldive
 Malaysia
 Mali
 Malta
 Marocco
 Mauritania
 Mauritius
 Messico
 Moldavia
 Monaco
 Mongolia
 Montenegro
 Montserrat
 Mozambico
 Namibia
 Nauru
 Nepal
 Nicaragua
 Niger
 Nigeria
 Norvegia
 Nuova Zelanda
 Oman
 Paesi Bassi
 Pakistan
 Palau
 Palestina
 Panama
 Papua Nuova Guinea
 Paraguay
 Perù
 Polonia
 Porto Rico
 Portogallo
 Qatar
 Regno Unito
 Rep. Ceca
 Rep. Centrafricana
 Rep. del Congo
 RD del Congo
 Rep. Dominicana
 Romania
 Ruanda
 Russia
 Saint Kitts e Nevis
 Saint Vincent e Grenadine
 Samoa
 Samoa Americane
 San Marino
 Saint Lucia
 São Tomé e Príncipe
 Senegal
 Serbia
 Seychelles
 Sierra Leone
 Singapore
 Sint Maarten
 Siria
 Slovacchia
 Slovenia
 Somalia
 Spagna
 Sri Lanka
 Stati Uniti
 Sudafrica
 Sudan
 Suriname
 Svezia
 Svizzera
 eSwatini
 Tagikistan
 Tanzania
 Thailandia
 Timor Est
 Togo
 Tonga
 Trinidad e Tobago
 Tunisia
 Turchia
 Turkmenistan
 Turks e Caicos
 Ucraina
 Uganda
 Ungheria
 Uruguay
 Uzbekistan
 Vanuatu
 Venezuela
 Vietnam
 Yemen
 Zambia
 Zimbabwe

## Paesi non aderenti
Corea del Nord

 Micronesia

 Tuvalu

 Repubblica Democratica Araba dei Sahrawi